# Syspira tigrina
Syspira tigrina là một loài nhện trong họ Miturgidae.
Loài này thuộc chi Syspira. Syspira tigrina được Eugène Simon miêu tả năm 1895.